# Émile Badel
Pour les articles homonymes, voir Badel.
Émile Badel, né le 18 novembre 1861 à Saint-Nicolas-de-Port (Meurthe-et-Moselle) et mort le 6 décembre 1936 à Bayon (Meurthe-et-Moselle), est un érudit lorrain, écrivain régionaliste,  bibliothécaire, journaliste et historien.

## Biographie

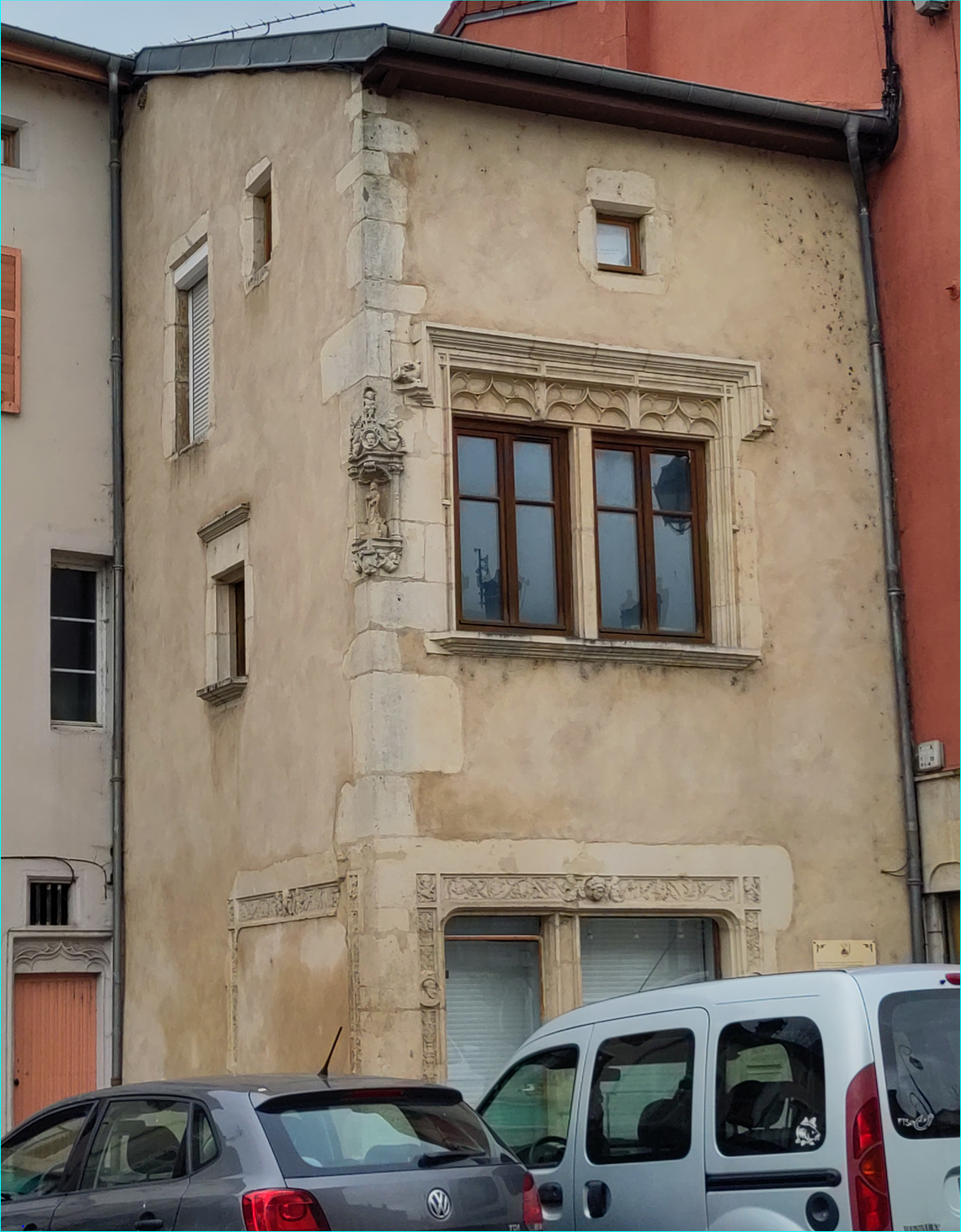
Maison natale à la place de la République.

Après des études au Petit séminaire de Pont-à-Mousson, il devient en 1888 sous-bibliothécaire à la bibliothèque municipale de Nancy ; en 1893, il est professeur de littérature et d'histoire à l'École professionnelle de l'Est et en 1910, secrétaire de rédaction au journal L'Est républicain. Émile Badel a rédigé de nombreux travaux (monographies et articles de revue) sur la Lorraine et son histoire. Il a également fondé avec l'abbé Carrier le Musée historique de Saint-Nicolas-de-Port.
Sous plusieurs pseudonymes (notamment Pierre Duroc ou Jean Micque) il a également écrit des articles pour la revue L'Immeuble et la construction dans l'Est. Il les signe de son véritable nom dès lors qu'il assure la direction artistique de cette revue, à la disparition de ses deux fondateurs les architectes Émile Jacquemin et Lucien Humbert, en 1907.

### Hommages
Une rue porte son nom à Saint-Nicolas-de-Port et Rosières-aux-Salines, ainsi qu'une allée du parc de la Pépinière à Nancy.
L'association portoise Sur les pas d'Émile Badel créée en août 2009 vise à lui rendre hommage et à le faire connaître au plus grand nombre.

## Publications
- 1888 :
  - Almanach historique de Saint-Nicolas.
  - Le 5 décembre à Saint-Nicolas.
- 1889 :
  - Simon Moycet et l'église de Saint-Nicolas.
  - La Madeleine, près Saint-Nicolas.
- 1890 : Jeanne d'Arc à Nancy, 1429-1890, Orléans, Herluison, 102 p.
- 1891 : La Sorcière de Saint-Nicolas.
- 1892 : L'Église de Saint-Nicolas en Lorraine, son fondateur, ses objets d'art, avec une notice sur l'église de Varangéville, Nancy, Crépin-Leblond, 95 p.
- 1893 :
  - Guide du pèlerin et du touriste à Saint-Nicolas-de Port, Nancy, Crépin-Leblond, 192 p., fig., 12°.
  - Mars-la-Tour et son monument national.
- 1894 :
  - Le Bras d'Or de Saint-Nicolas, Nancy, Crépin-Leblond, 60 p., phototypies, 8°.
  - Vie de Saint-Nicolas.
- 1895 : Le Musée de Saint-Nicolas.
- 1896 :
  - La Statue de Jeanne d'Arc à Saint-Nicolas.
  - Les Cloches de Saint-Nicolas.
  - L'École professionnelle de l'Est au Luxembourg, Nancy, Imp. Kreis, 15 p., 16°.
- 1897 :
  - Saint-Nicolas-de-Port et ses noms de rue.
  - Mars-la-Tour, Gravelotte & Saint Privat (batailles des 16 et 18 août 1870), Mars la Tour, Veuve Arnould éditeur, 112 p.
- 1898 : À la mémoire du général Pouget  : l'école professionnelle de l'Est à Vézelise : 31 mars 1898.
- 1899 :
  - À travers la Lorraine : Excursions et Souvenirs, Nancy, Crépin-Leblond, 352 p. [lire en ligne].
  - La Noce de Not' Ugène.
- 1900 : Une statue de Saint-Nicolas à Affracourt.
- 1904 : Dictionnaire historique des rues de Nancy de 1903 à 1905, vol. 2, Nancy, Imp. Louis Kreis, 1904-1906, 442-523 p., 25 cm (OCLC 799544039, BNF 44439600, SUDOC 100547265, présentation en ligne), lire en ligne [Tome I (A à P)] et [Tome II (P à X)].
- 1905 :
  - L'Église de Varangéville et ses objets d'art.
  - « Mon amoureuse », L'immeuble et la construction dans l'Est, no 31,‎ 22 (lire en ligne).
  - Le Trésor de Saint-Nicolas, volé.
- 1906 : Le Parc de Saurupt, hier, aujourd'hui et demain, Nancy, Royer, 36 p. (rééd. 1998, avec préf. de Vincent Bradel).
- 1907 :
  - Le Roi Stanislas en 1907, Malzéville, Imprimerie E. Thomas, coll. « Les hommes et les choses d'aujourd'hui » (lire en ligne).
  - À travers la Belgique : Impressions et souvenirs.
- 1909: Nouvelles rues de Nancy de 1906 à 1909, Malzéville, Imprimerie E. Thomas (lire en ligne).
- 1911 : Hommage à M. Bastien, de Saint-Nicolas.
- 1913 : Les Soldats français morts à Saint-Nicolas.
- 1914 : 1914 ! La Saint-Nicolas des prisonniers, contes, poésies, anecdotes, documents.
- 1915 : À la mémoire de Émile Poussard et de mes amis morts pour la Patrie.
- 1916 : M. Édouard Bastien.
- 1917 : Terre de Lorraine [lire en ligne].
- 1918 : Catalogue des travaux historiques et littéraires de M. Émile Badel, publiciste à Nancy (1888 à 1918), Malzéville-Nancy, Imprimerie Thomas, 1918, 32 p.
- 1919 : Les Bombardements de Nancy, Ville Ouverte 1914-1918 [lire en ligne].
- 1924 :
  - À travers les Vosges : histoire, géographie, hagiographie, excursions.
  - La Cathédrale-primatiale de Nancy, Nancy, Société d'impressions typographiques (lire en ligne).
- 1929 : Les Fêtes de Jeanne d'Arc à Saint-Nicolas.
- 1930 : Souvenirs d'enfance au Pays lorrain.
- 1931 : Les Grands Jours de Saint-Nicolas-de-Port, Nancy, imp. Georges Thomas, 358 p.